# Рокабјанка
Рокабјанка је насеље у Италији у округу Парма, региону Емилија-Ромања.
Према процени из 2011. у насељу је живело 1365 становника. Насеље се налази на надморској висини од 34 м.

## Становништво
Према резултатима пописа становништва 2011. у општини је живело 3.069 становника.
| 1951. | 1961. | 1971. | 1981. | 1991. | 2001. | 2011. |
| ----- | ----- | ----- | ----- | ----- | ----- | ----- |
| 4.897 | 4.147 | 3.575 | 3.456 | 3.259 | 3.133 | 3.069 |